# Pierre Losha
Pierre Losha (en albanais : Pjetër Losha, en grec : Πέτρος Λέοσας, en serbe : Петар Љош), fut un seigneur albanais d’Épire, qui servit comme despote d’Arta de 1359 à sa mort en 1374, soit comme vassal des princes serbes Siméon Uroš (1359-1366) et Thomas Preljubović (1366-1367, 1370-1374), soit de façon indépendante de 1367 à 1370. Il reçut le titre de despote en 1359 de Siméon Uroš après la victoire sur Nicéphore II Orsini qui avait tenté de reconquérir l’Épire.

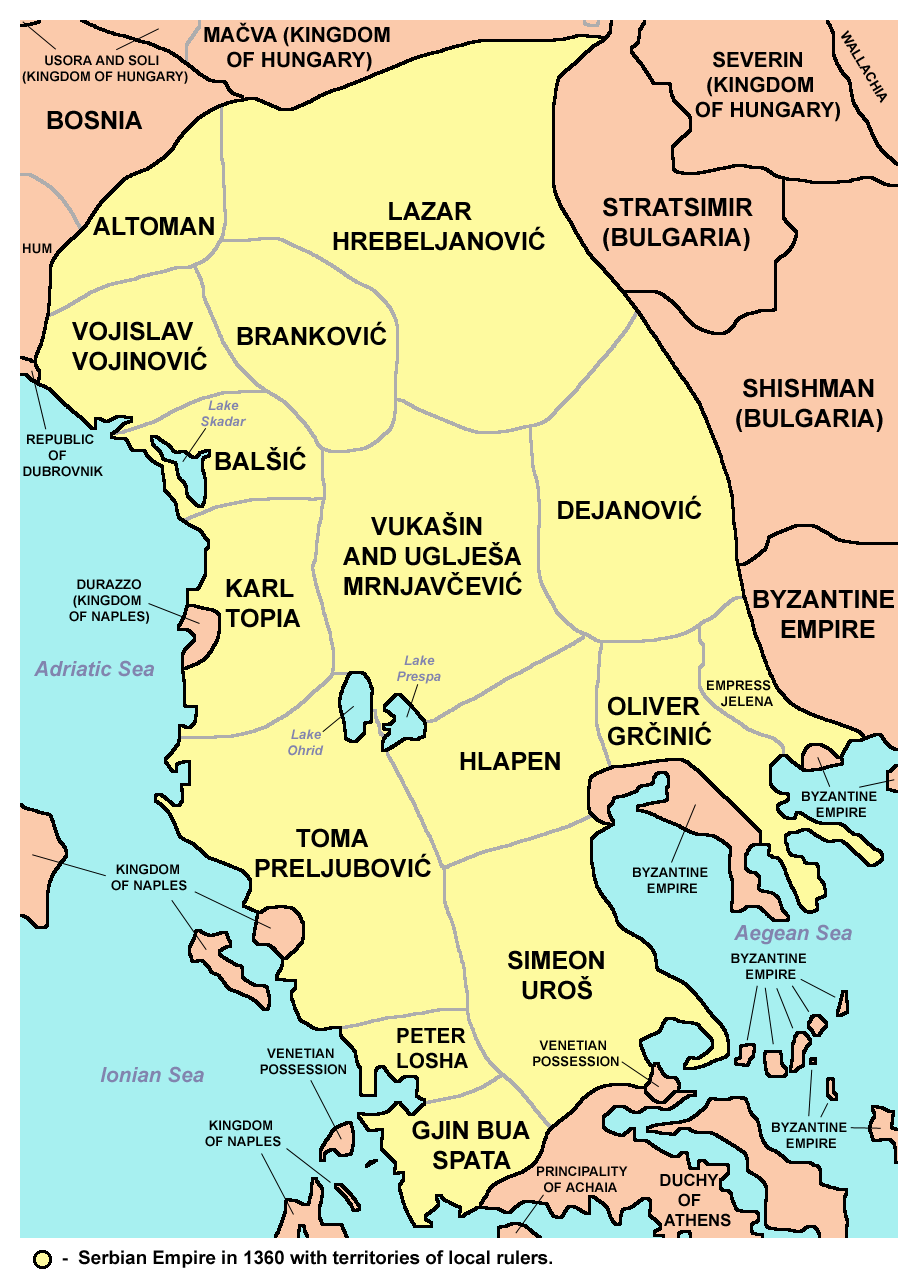
Carte du despotat d'Arta

## Origines
On ignore quelles étaient les origines de sa famille de même que sa date de naissance. Le mot lios signifie « grêle (marque sur la peau) » en albanais. Les historiens albanais le considèrent comme albanais, alors que d’autres croient plutôt à une origine valaque. L’historien croate Milan Šufflay (1879-1931) qui a étudié la nationalité des familles Losha, Bua et Spata, croit à une symbiose albano-valaque dans le Pinde lorsque, dans la première moitié du XIVe siècle, des mercenaires et migrants affluèrent en Grèce (raids de 1325 et 1334 en Thessalie). Appelés Albanais en grec d’après l’endroit d’où ils venaient, ces groupes comprenaient également des Valaques. En 1358, Albanais et Valaques s’emparèrent de l’Épire, de l’Acarnanie et de l’Étolie.

## Despote d’Arta
Losha conduisit les forces albanaises contre Nicéphore II Orisini à la bataille d’Achéloos ce qui lui permit de conquérir Arta où il se tailla un domaine avec l’aide des clans Mazaraki et Malakasi. Selon la Chronique de Ioannina , son domaine s’étendit pour comprendre Rogoi (aujourd’hui Filippiada) et Amphilochia. Pour mettre en valeur sa souveraineté sur les autres dirigeants d’Épire, Siméon Uroš (qui avait fait sécession en 1356 dès le début du règne de son fils Étienne Uroš V et s’était proclamé « empereur » à Kostur) lui concéda le titre de despote (en 1359 ou 1360 ), reconnaissant ainsi son autorité de fait sur le territoire après la bataille d’Achéloos .
En 1366, Thomas Preljubović succéda à Siméon comme souverain d’Épire. Cette période fut marquée par un retour aux hostilités dans la région, Ioannina, capitale de Preljubović, étant constamment assiégée de 1367 à 1370 par les clans Mazaraki et Malakasa sous la direction de Losha. Une trêve fut conclue qui fut scellée par le mariage du fils de Pierre, Jean, et de la fille de Thomas, Irène,. 
Il mourut, selon la Chronique de Ioannina, en 1373/1374, soit lors d’une épidémie de peste à Arta, soit assassiné par les Mazzarakoioi. Le despotat passa brièvement à son fils Jean (Gjin) avant d’être incorporé au despotat d’Angelokastron et Lépante dirigé par Gjin Bua Shpata.

## Possessions
- Arta
- Rogoi ou Roga (aujourd’hui Filippiada)
- Amphilochia[9].